# Ivan Morris
Ivan Ira Esme Morris (29 de noviembre de 1925-19 de julio de 1976) fue un autor británico y profesor en el campo de los estudios japoneses.

## Biografía
Ivan Morris nació en Londres, de padres americanos y suecos, Ira Victor Morris y Edita Morris. Estudió en Gordonstoun, antes de graduarse en la Phillips Academy. Comenzó su estudio de la lengua y cultura japonesa en la Universidad de Harvard, donde recibió una licenciatura. Recibió un doctorado en la Escuela de Estudios Orientales y Africanos en Londres. Escribió ampliamente sobre el Japón moderno y antiguo y tradujo numerosas obras literarias clásicas y modernas. Ivan Morris fue uno de los primeros intérpretes enviados a Hiroshima después de la explosión de la bomba.
El Dr. Morris sirvió en la Universidad de Columbia desde 1960 hasta 1973 y fue presidente del Departamento de Lenguas y Culturas de Asia oriental desde 1966 hasta 1969. En 1966 fue elegido miembro del St Antony's College, Oxford. Fue uno de los fundadores de Amnistía Internacional EE. UU. y fue el primer presidente de su Consejo de Administración desde 1973 hasta 1976. Fue amigo de Yukio Mishima; escribió The Nobility of Failure en parte para colocar las circunstancias que rodearon la muerte de Mishima en su contexto histórico. El libro está dedicado a la memoria de Mishima.
Ivan Morris murió de cáncer en Bolonia, Italia, el 19 de julio de 1976.

## Obra
- Nationalism and the Right Wing in Japan: A Study of Postwar Trends, Oxford University Press, 1960.
- The World of the Shining Prince: Court Life in Ancient Japan, Alfred A. Knopf 1964
- Dictionary of Selected Forms in Classical Japanese Literature Columbia University Press, 1966
- The Tale of Genji Scroll, Kodansha, 1971.
- The Nobility of Failure: Tragic Heroes in the History of Japan, Holt, Rinehart and Winston, 1975

### Traducciones
- Life of an Amorous Woman, por Ihara Saikaku, Unesco/New Directions Books 1963
- The Pillow Book of Sei Shōnagon, Oxford University Press, 1967
- As I Crossed a Bridge of Dreams (Sarashina Nikki), The Dial Press 1971.
- The Temple of the Golden Pavilion, por Yukio Mishima. Knopf, 1959
- The Journey, por Jiro Osaragi, Charles E. Tuttle, 1967
- Fires on the Plain, por Shōhei Ōka, Martin Secker & Warburg 1957

### Obras editadas
- Modern Japanese Stories, Charles E. Tuttle, 1962
- Masao Maruyama, Thought and Behaviour in Modern Japanese Politics, Oxford University Press 1963
- Japan, 1931–45: Militarism, Fascism, Japanism?, Heath, 1963
- The Pillow-Book Puzzles, Bodley Head, 1969
- Madly Singing in the Mountains: an Appreciation and Anthology of Arthur Waley, Walker, 1970